# Teaflavine

Formula di struttura della teaflavina.

Le teaflavine sono dei flavonoli che derivano dall'ossidazione delle catechine del tè quindi si trovano principalmente nel tè nero.
Sono presenti in ragione del 0,3-2% sulla sostanza secca. Sono quei composti che conferiscono al tè nero il caratteristico colore arancio-rosso (mentre il rosso-bruno e il marrone sono dovuti alle tearubigine).
Si formano durante la lavorazione delle foglie, lunghi tempi di ossidazione e alte temperature ne fanno diminuire la concentrazione. Nel tè nero sono presenti: teaflavina, teaflavina 3-gallato, teaflavina 3'-gallato e teaflavina 3,3'-gallato.